# Jessica McDonald
Jessica McDonald, född den 28 februari 1988, är en amerikansk fotbollsspelare som spelar för North Carolina Courage i USA. McDonald gjorde mästerskapsdebut i landslaget när hon var en del av USA:s trupp till VM i Frankrike 2019.